# Nobuyuki Nishi
Nobuyuki Nishi (西伸幸?, Nishi Nobuyuki; Kawasaki, 13 luglio 1985) è un ex sciatore freestyle giapponese, specialista nelle gobbe.

## Biografia
In Coppa del Mondo ha esordito il 6 dicembre 2003 a Ruka (11ª).
Nel 2010 debutta ai Giochi olimpici di Vancouver concludendo in nona posizione.
Nel 2012 ha partecipato alle olimpiadi di Sochi classificandosi quattordicesimo nella gara di gobbe.
Nel 2018 ha preso parte ai XXIII Giochi olimpici invernali a Pyeongchang venendo eliminato nel primo turno della finale e classificandosi diciannovesimo nella gara di gobbe.

## Palmarès

### Mondiali
- 2 medaglie:
  - 1 argento (gobbe in parallelo a Inawashiro 2009)
  - 1 bronzo (gobbe in parallelo a Deer Valley 2011)

### Mondiali juniores
- 1 medaglia:
  - 1 oro (gobbe a Marble Mountain 2003)

### Coppa del Mondo
- Miglior piazzamento nella Coppa del Mondo generale di gobbe: 14º nel 2011
- 1 podio:
  - 1 secondo posto